# St. Florian (Bogen)

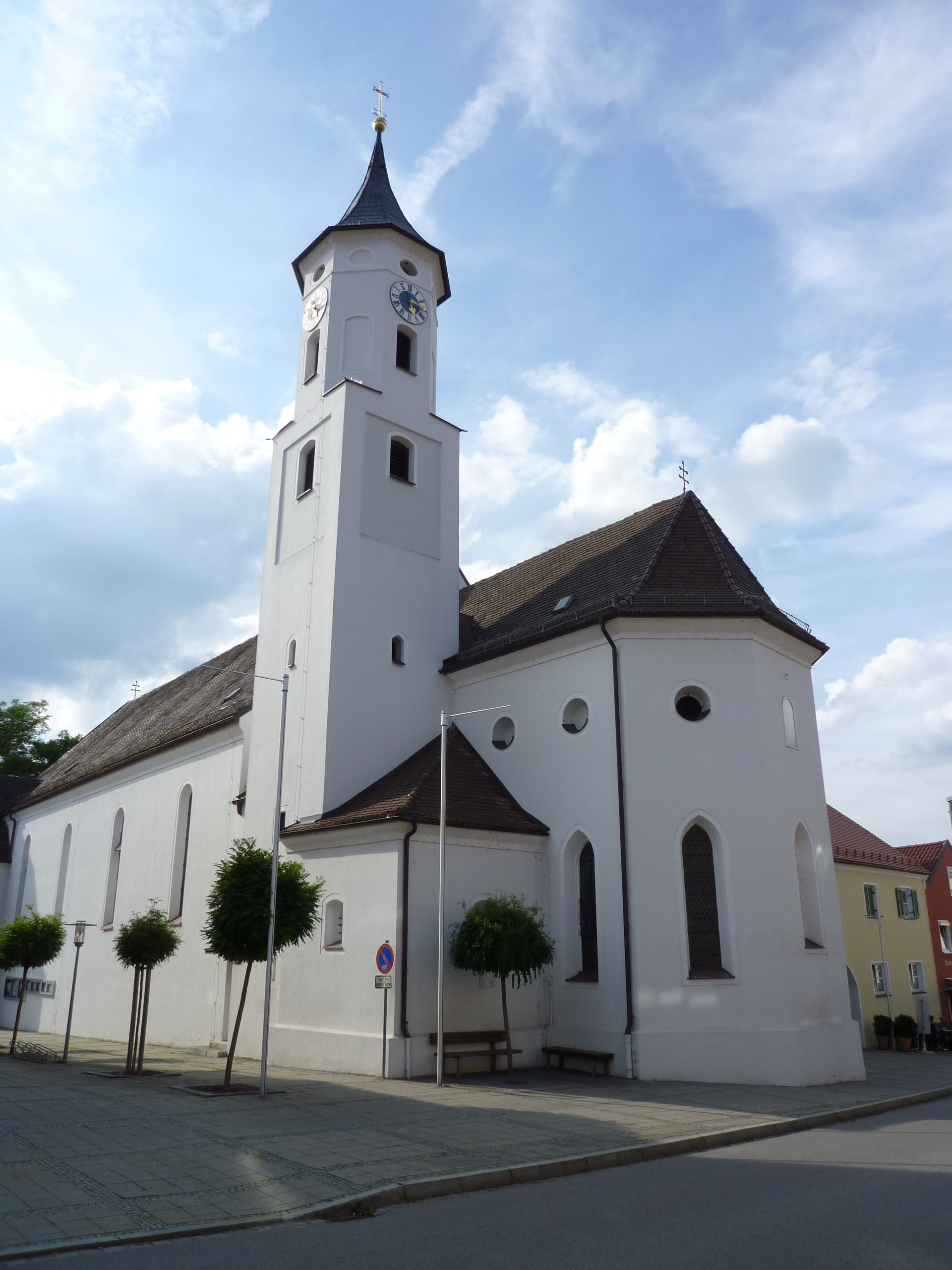
St. Florian in Bogen

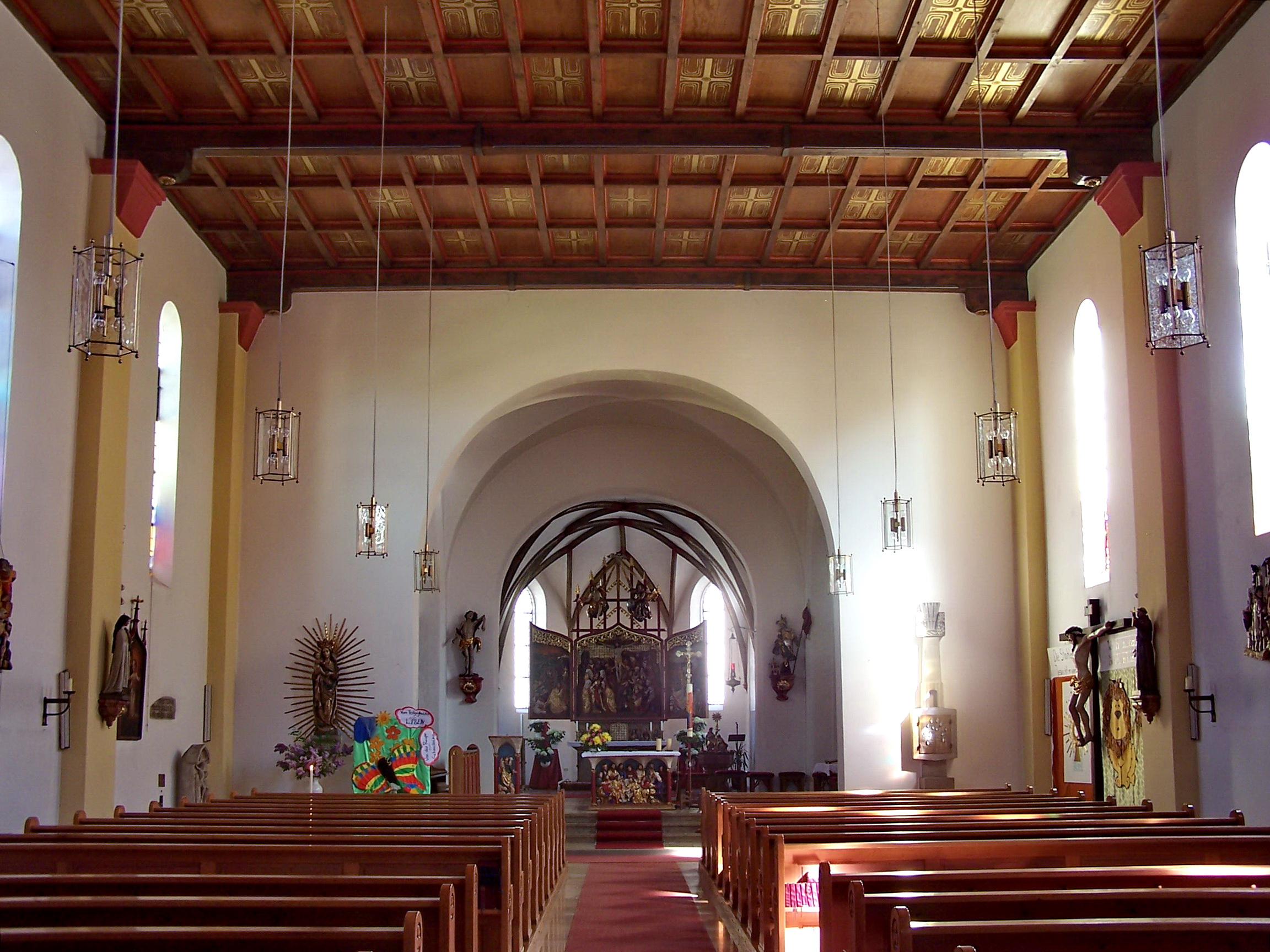
Innenraum

Die römisch-katholische Stadtpfarrkirche St. Florian steht in Bogen, einer Gemeinde im niederbayerischen Landkreis Straubing-Bogen. Sie ist in der Bayerischen Denkmalliste unter der Nr. D-2-78-118-15 eingetragen. Die Kirche gehört zum Dekanat Straubing-Bogen im Bistum Regensburg.

## Beschreibung
Die spätgotische Saalkirche wurde 1486 als Kapelle eines Leprosoriums erbaut. Sie besteht aus dem Langhaus, dem eingezogenen, dreiseitig geschlossenen Chor im Osten, dem Chorflankenturm auf rechteckigem Grundriss in der Südostecke von Langhaus und Chor und der östlich daneben liegenden Sakristei. Der Turm wurde in der Zeit des Barock mit einem achteckigen Obergeschoss mit spitzem  Helm aufgestockt; vier Glocken hängen darin. Ein Vorbau an der Südseite des Langhauses vor dem westlichen Joch führt zum Portal.
Das Langhaus ist mit einer Kassettendecke überspannt, der Chor mit einem Kreuzrippengewölbe. Statuen des heiligen Florian von Lorch und des heiligen Sebastian hat 1688 Johann Gottfried Frisch gestaltet. 

## Orgel

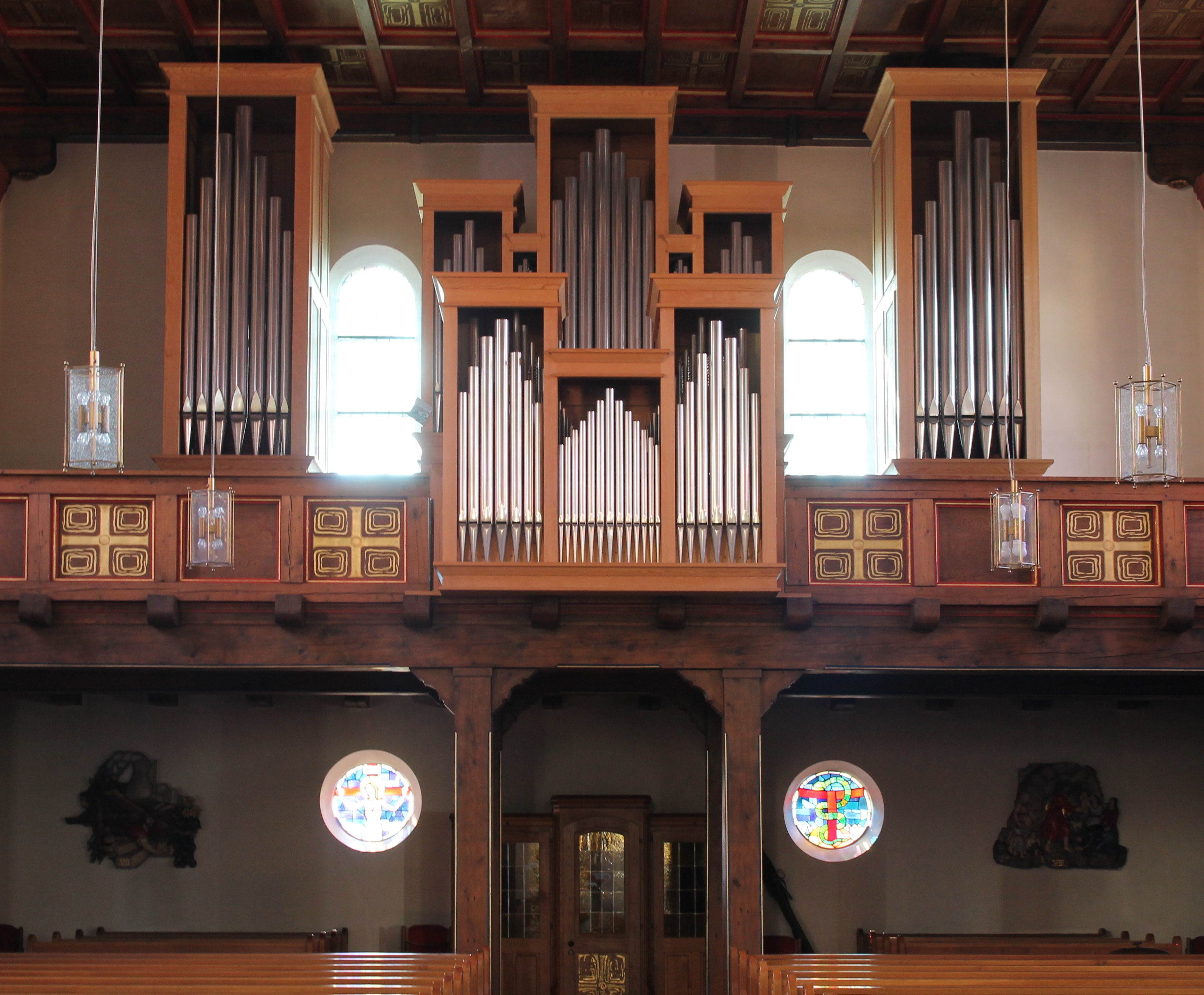
Orgel

Die Orgel mit 29 Registern auf zwei Manualen und Pedal wurde 2003  von Frenger & Eder erbaut. Die Disposition des rein mechanischen Schleifladen-Instruments lautet:
| I Hauptwerk C–g3 |       |
| Bourdon          | 16′   |
| Prinzipal        | 08′   |
| Copl             | 08′   |
| Bifara           | 08′   |
| Oktave           | 04′   |
| Spitzflöte       | 04′   |
| Quinta           | 2 ⁄3′ |
| Oktave           | 02′   |
| Blockflöte       | 02′   |
| Mixtur III       | 1 ⁄3′ |
| Cymbl            | 01⁄2′ |
| Trompete         | 08′   |
| Tremulant        |       |

| II Rückpositiv C–g3 |        |
| Portunal            | 8′     |
| Gamba               | 8′     |
| Prinzipal           | 4′     |
| Fugara              | 4′     |
| Flauto              | 4′     |
| Octava              | 2′     |
| Nasat               | 2 ⁄3′  |
| Terz                | 1 3⁄5′ |
| Mixtur IV           | 1′     |
| Dulzian             | 8′     |
| Tremulant           |        |

| Pedalwerk C–f1 |     |
| Violon         | 16′ |
| Subbaß         | 16′ |
| Oktavbaß       | 08′ |
| Bourdon        | 08′ |
| Superoktave    | 04′ |
| Posaune        | 16′ |
| Baßtrompete    | 08′ |

- Koppeln: II/I, I/P, II/P
- Bemerkung: Geteilte Schleifen für Bourdun 16′ und Trompete 8′